# Stephen E. Calvert
Stephen E. Calvert (* 30. Dezember 1935 in London) ist ein kanadischer Geochemiker und Ozeanograph und Professor an der University of British Columbia.

## Leben
Calvert studierte an der University of Reading mit dem Bachelor-Abschluss 1958 und an der University of California, San Diego. 1964 wurde er am Scripps Institute of Oceanography in San Diego bei Tj. H. van Andel und  Edward D. Goldberg promoviert.
Calvert untersuchte insbesondere die Geochemie mariner Sedimente sowohl in der Gegenwart als in der Vergangenheit. Er untersuchte, welche Rückschlüsse man daraus auf die Meerestemperaturen an der Oberfläche, den Nahrungs- und Sedimenttransport, Kohlenstoff- und Stickstoffbilanz, Sauerstoffkonzentration am Meeresboden und Plankton-Produktion in Paläo-Ozeanen ziehen kann. Insbesondere untersuchte er Rückschlüsse auf Klimaschwankungen im Holozän und Pleistozän an der Pazifikküste im amerikanischen Nordosten, in arktischen Gewässern, in der Arabischen See, der Küste Kaliforniens und Variabilität der Monsune im südchinesischen Meer.
1992 wurde er Fellow der Royal Society of Canada und 2001 der American Geophysical Union. 2001 erhielt er die Logan Medal.